# Joel Rifkin
Joel David Rifkin (New York, 20 januari 1959) is een Amerikaans seriemoordenaar. Hij vermoordde ten minste negen vrouwen en wordt verdacht van het maken van ten minste zeventien slachtoffers. Daarbij richtte hij zich voornamelijk op aan drugs verslaafde prostituees. Rifkin werd in 1994 veroordeeld tot minimaal 203 jaar gevangenisstraf met een vroegst 'mogelijke' voorwaardelijke invrijheidstelling in februari 2197.

## Misdaden
Rifkin is de zoon van twee studenten die hem kregen toen zij begin twintig waren. Toen hij drie weken oud was, werd hij geadopteerd door Bernard en Jeanne Rifkin. Zij adopteerden drie jaar later ook een meisje, Jan, met wie hij opgroeide. Rifkin had het lastig op school vanwege zijn dyslexie, was verlegen en werd gepest vanwege zijn afwijkende motoriek. In 1987 maakte zijn vader een eind aan zijn leven om de pijn die hij leed als gevolg van prostaatkanker te stoppen. Aangenomen wordt dat Rifkin rond dit tijdstip grote interesse begon te krijgen voor geweld en prostituees.
Rifkin pleegde zijn eerste bekende moord in 1989. Hij doodde een prostituee met wie hij eerst seks had gehad, hakte haar lichaam in stukken en dumpte de stoffelijke overschotten in de East River. Hij kon doorgaan met moorden tot hij in juni 1993 tegen de lamp liep. Politieagenten zagen zijn Mazda zonder kentekenplaten rijden op de autosnelweg. Toen zij achter Rifkin aangingen, probeerde die te ontkomen. De achtervolging kwam 25 minuten later ten einde toen hij tegen een hoogspanningsmast knalde. Daarna stapte hij uit met zijn handen in de lucht en gaf hij zich over. Toen de agenten bij zijn wagen kwamen, roken ze een lucht die van het ontbindende lijk van Tiffany Bresciani (22) achterin bleek te komen. 

## Rechtszaak
Tijdens zijn rechtszaak, bekende Rifkin zeventien moorden waarvan er negen bewezen werden geacht. Voor de agenten maakte hij tekeningen waar hij zijn slachtoffers verborgen zei te hebben. Bij hem thuis werden aandenkens gevonden, zoals rijbewijzen, credit cards, sieraden en damesondergoed. Rifkin had ook krantenartikelen bewaard over seriemoordenaars Arthur Shawcross en de toen nog niet gevonden Green River Killer, die het allebei ook voornamelijk op prostituees hadden voorzien.